# دیولوو (استان بورگاس)
دیولوو (به بلغاری: Dyulevo) یک منطقهٔ مسکونی در بلغارستان است که در استان بورگاس واقع شده‌است.